# Netelia leo
Netelia leo är en stekelart som först beskrevs av Joseph Augustine Cushman 1924.  Netelia leo ingår i släktet Netelia och familjen brokparasitsteklar. Utöver nominatformen finns också underarten N. l. arizonensis.